# Liste der Baudenkmäler in Falkenberg (Oberpfalz)
Auf dieser Seite sind die Baudenkmäler in dem Oberpfälzer Markt Falkenberg zusammengestellt. Diese Tabelle ist eine Teilliste der Liste der Baudenkmäler in Bayern. Grundlage ist die Bayerische Denkmalliste, die auf Basis des Bayerischen Denkmalschutzgesetzes vom 1. Oktober 1973 erstmals erstellt wurde und seither durch das Bayerische Landesamt für Denkmalpflege geführt wird. Die folgenden Angaben ersetzen nicht die rechtsverbindliche Auskunft der Denkmalschutzbehörde.
 Die Liste gibt den Fortschreibungsstand vom 12. Januar 2018 wieder und umfasst 26 Baudenkmäler.

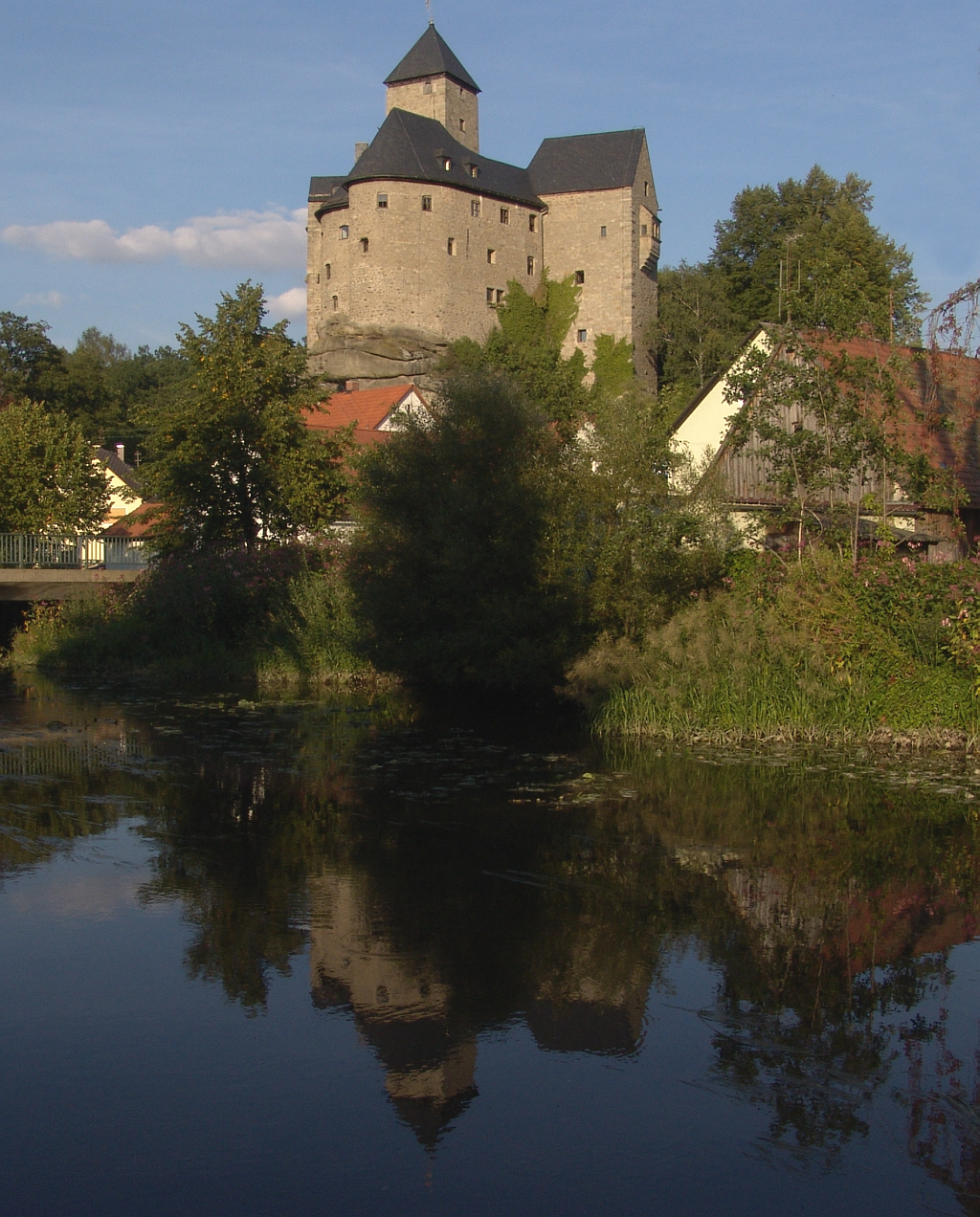
Burg Falkenberg

## Baudenkmäler nach Ortsteilen

### Falkenberg
| Lage                                 | Objekt                                 | Beschreibung | Akten-Nr.              | Bild                                   |
| ------------------------------------ | -------------------------------------- | --- | ---------------------- | -------------------------------------- |
| Am Netzbach 1 (Standort)             | Ehemaliges Wohnstallhaus               | Zweigeschossiger, verputzter Massivbau mit Steildach, innen bezeichnet mit „1806“, am Türsturz bezeichnet mit „1823“ | D-3-77-117-28 Wikidata | BW                                     |
| Burg 1 (Standort)                    | Burg Falkenberg                        | Im 11./12. Jahrhundert auf Granitfelsen errichtet, bis Mitte 13. Jahrhundert Sitz der Falkenberger, dann der Landgrafen von Leuchtenberg, unregelmäßig ovale Anlage um kleinen, trapezförmigen Innenhof, Burgbering und Umfassungsmauern im Kern 11. Jahrhundert, zwischen 1393 und 1417 wiederaufgebaut, quadratischer Bergfried aus Quadermauerwerk erste Hälfte 15. Jahrhundert, östlich und westlich je ein Gebäudekomplex, nördlich turmartiger Brunnenbau mit Spitzbogeneingang, südlich turmartiger Torbau mit Satteldach, zum Teil 1465, nach 1648 Verfall, durch Friedrich-Werner Graf von der Schulenburg von Franz Günther 1936–39 restauriert und ausgebaut. | D-3-77-117-1 Wikidata  | weitere Bilder                         |
| Im Leihbühl (Standort)               | Kapelle heilige Dreifaltigkeit         | Sogenannte Schäfer-Kapelle, verputzter Massivbau mit Satteldach, 1827 | D-3-77-117-13 Wikidata | weitere Bilder                         |
| In der Schwaige 1 (Standort)         | Kommunbrauhaus                         | Eingeschossiger, verputzter Massivbau mit Satteldach, Ende 19. Jahrhundert; mit Ausstattung | D-3-77-117-27 Wikidata | BW                                     |
| Kirchgasse 1 (Standort)              | Wohnhaus                               | Eingeschossiger Massivbau in Ecklage, mit Steildach, Fachwerkgiebel und Zwerchhaus, wohl spätes 18. Jahrhundert | D-3-77-117-2 Wikidata  | BW                                     |
| Kirchgasse 5 (Standort)              | Ehemaliges Richterhaus                 | Zweigeschossiger, verputzter Massivbau mit Walmdach und geohrten Faschen, um 1724 (dendrochronologisch datiert), im Kern älter | D-3-77-117-3 Wikidata  | BW                                     |
| Kobel (Standort)                     | Feldkapelle                            | Verputzter Massivbau mit Satteldach, 18./19. Jahrhundert; mit Ausstattung | D-3-77-117-15 Wikidata | BW                                     |
| Marktplatz 5 (Standort)              | Rathaus                                | Zweigeschossiger, giebelständiger und verputzter Massivbau mit Steildach und Dachreiter mit Zwiebelhaube, im Kern 16./17. Jahrhundert | D-3-77-117-4 Wikidata  | BW                                     |
| Marktplatz 12 (Standort)             | Katholische Pfarrkirche St. Pankratius | Saalkirche, Satteldachbau aus unverputztem Bruchsteinmauerwerk, mit halbrund geschlossenem Chor, ausladendem Querhaus und Turm mit Spitzhelm, in neuromanischen Formen, 1905–08 von Johann Baptist Schott; mit Ausstattung | D-3-77-117-5 Wikidata  | Katholische Pfarrkirche St. Pankratius |
| Marktplatz 14 (Standort)             | Wohnhaus                               | Zweigeschossiger Steildachbau in Ecklage mit Fachwerkgiebel, bezeichnet mit „1683“ | D-3-77-117-6 Wikidata  | BW                                     |
| Premenreuther Straße 2 (Standort)    | Wohnhaus                               | Zweigeschossiger, giebelständiger und verputzter Satteldachbau, im Kern 17./18. Jahrhundert, Fachwerkgiebel um 1800 | D-3-77-117-8 Wikidata  | BW                                     |
| Premenreuther Straße 7 (Standort)    | Friedhofskapelle St. Joseph            | Kleiner Saalbau, verputzter Massivbau mit Satteldach und offenem Dachreiter, 17./18. Jahrhundert Friedhofsmauer, 1681 angelegt, mit zahlreichen eingelassenen historischen Grabsteinen Grabmal mit Kruzifix und Schmerzensmaria, um 1895 | D-3-77-117-29 Wikidata | BW                                     |
| Scheibenlohe; Pirker Weg (Standort)  | Kapelle                                | Verputzter Massivbau mit abgerundetem, vorkragendem Walmdach, 1725; mit Ausstattung Zwei Steinkreuze, Granit, bei der Kapelle | D-3-77-117-14 Wikidata | weitere Bilder                         |
| Schönfichter Straße 7 (Standort)     | Gasthof „Zum Roten Ochsen“             | Verputzter Massivbau mit Walmdach, zum Teil vorkragendem Fachwerkobergeschoss und geohrten Faschen, zweite Hälfte 18. Jahrhundert, im Kern um 1660 (bezeichnet); mit Ausstattung | D-3-77-117-9 Wikidata  | Gasthof „Zum Roten Ochsen“             |
| Schulstraße 7 (Standort)             | Holzfigur des heiligen Johann Nepomuk  | Mitte 18. Jahrhundert, ehemals auf Sandmühlbrücke, heute im Wohnhaus Nicht nachqualifiziert, im Bayerischen Denkmalatlas nicht kartiert. | D-3-77-117-10 Wikidata | BW                                     |
| Tirschenreuther Straße 3 (Standort)  | Ehemalige Schmiede                     | Eingeschossiger, giebelständiger und verputzter Massivbau über hohem Kellergeschoss, mit Steildach und zum Teil mit profilierten Gewänden, bezeichnet mit „1594“ | D-3-77-117-11 Wikidata | BW                                     |
| Tirschenreuther Straße 11 (Standort) | Ehemaliges Gefängnis                   | Zweigeschossiger, traufständiger und verputzter Massivbau mit Steildach und geohrten Gewänden, bezeichnet mit „1778“. | D-3-77-117-12 Wikidata | BW                                     |
| Tirschenreuther Waldnaab (Standort)  | Wasserschöpfrad                        | Nach 1900, erneuert | D-3-77-117-16 Wikidata | Wasserschöpfrad                        |

### Bodenreuth
| Lage                  | Objekt                                 | Beschreibung                                       | Akten-Nr.              | Bild |
| --------------------- | -------------------------------------- | -------------------------------------------------- | ---------------------- | ---- |
| Drudenfeld (Standort) | Schalenstein, sogenannter Druidenstein | Behauung in gewachsenem Fels, wohl mittelalterlich | D-3-77-117-19 Wikidata | BW   |

### Hammermühle
| Lage                     | Objekt        | Beschreibung | Akten-Nr.              | Bild           |
| ------------------------ | ------------- | --- | ---------------------- | -------------- |
| Hammermühle 1 (Standort) | Hammermühle   | Wohngebäude eines Vierseithofes, zweigeschossiger, verputzter Massivbau mit Walmdach, bezeichnet mit „1799“, westlich angeschlossen eingeschossiger Bruchsteinbau mit Satteldach, wohl gleichzeitig | D-3-77-117-20 Wikidata | BW             |
| Kapellenfeld (Standort)  | Hammerkapelle | Verputzter Massivbau mit Satteldach, 18. Jahrhundert; mit Ausstattung | D-3-77-117-21 Wikidata | weitere Bilder |

### Holzmühl
| Lage                    | Objekt            | Beschreibung                                                            | Akten-Nr.              | Bild |
| ----------------------- | ----------------- | ----------------------------------------------------------------------- | ---------------------- | ---- |
| Bei Holzmühl (Standort) | Drei Totenbretter | Bezeichnet mit „1899“, „1917“ und „1927“ Grabstein, neugotisch, um 1871 | D-3-77-117-22 Wikidata | BW   |

### Pirk
| Lage                      | Objekt                      | Beschreibung                                               | Akten-Nr.              | Bild                        |
| ------------------------- | --------------------------- | ---------------------------------------------------------- | ---------------------- | --------------------------- |
| Pirk 1 und 2 (Standort)   | Wegkapelle                  | Verputzter Massivbau mit Satteldach, bezeichnet mit „1891“ | D-3-77-117-23 Wikidata | weitere Bilder              |
| Schwingenäcker (Standort) | Säulenbildstock mit Laterne | Granit, 17./18. Jahrhundert.                               | D-3-77-117-24 Wikidata | Säulenbildstock mit Laterne |

### Seidlersreuth
| Lage                       | Objekt                      | Beschreibung          | Akten-Nr.              | Bild |
| -------------------------- | --------------------------- | --------------------- | ---------------------- | ---- |
| Seidlersreuth 1 (Standort) | Hauskapelle im Obergeschoss | 1920; mit Ausstattung | D-3-77-117-25 Wikidata | BW   |

### Thann
| Lage               | Objekt                           | Beschreibung                                                                              | Akten-Nr.              | Bild |
| ------------------ | -------------------------------- | ----------------------------------------------------------------------------------------- | ---------------------- | ---- |
| Thann 4 (Standort) | Austragshaus eines Vierseithofes | Zweigeschossiger Satteldachbau, um 1800 Hofmauer mit Tor und Pforte, wohl 18. Jahrhundert | D-3-77-117-26 Wikidata | BW   |

## Ehemalige Baudenkmäler
In diesem Abschnitt sind Objekte aufgeführt, die früher einmal in der Denkmalliste eingetragen waren, jetzt aber nicht mehr. Objekte, die in anderem Zusammenhang also z. B. als Teil eines Baudenkmals weiter eingetragen sind, sollen hier nicht aufgeführt werden. Aktennummern in diesem Abschnitt sind ehemalige, jetzt nicht mehr gültige Aktennummern.

| Lage                                      | Objekt     | Beschreibung          | Akten-Nr.              | Bild |
| ----------------------------------------- | ---------- | --------------------- | ---------------------- | ---- |
| Bodenreuth Nahe bei Bodenreuth (Standort) | Totenbrett | Bezeichnet mit „1907“ | D-3-77-117-18 Wikidata | BW   |